# Осман (городище)
Осман — многослойный археологический памятник, часть археологического комплекса Аю-Даг, расположенный на западном склоне Аю-Дага, на хребте Тоха Дахыр и в урочище Осман (большая часть памятника сейчас — северная окраина Артека). Решениями Крымского облисполкома № 595 от 5 сентября 1969 года, № 16 (учётные № 490, 479) от 15 января 1980 года и № 362 от 21 июны 1983 года (учётный № 2097) «Поселение, Базилика, Могильник» VI—XV века, «Таврский могильник „Тоха-Дахыр“» I тысячелетия до н. э. и «Таврское поселение в урочище „Осман“» IV века до н. э. — IV век н. э. объявлены историческим памятником регионального значения.

## Описание
Первое сообщение о таврских каменных ящиках на холме Тоха-Дахыр в урочище Осман оставил Николай Репников в работе «Разведки и раскопки на южном берегу Крыма и в Байдарской долине в 1907 году». В 1947 году при земляных работах здесь были найдены античные монеты периода с IV века до н. э. по III век н. э., на основании чего было высказано предположение о наличии в урочище святилища античных времён. Разведками 1963 года на склоне холма были обнаружены террассированные площадки с каменными крепидами и остатки строений. Раскопками вскрыты культурные слои от IV века до н. э. до X века н. э., ниже по склону были найдены остатки другого сильно разбросанного
поселения VIII—X века (полностью определить его размеры не удалось: при расширении парка многие постройки разрушены), в той же местности был разведан катакомбный могильник V—VII века, частично раскопанный Репниковым в начале XX века, в 1975 году было найдено ещё одно поселение I—III века н. э.. Существует версия, что террасы таврского периода использовались до средневековья, когда к ним добавлялись новые ввиду роста поселения, в то же время некоторые историки опровергают наличие тавров на Южном берегу позднее V века до н. э и считается, что этническая и политическая принадлежность населения окрестностей Аю-Дага в эпоху эллинизма пока не определяется. В римскую эпоху поселение могло находиться на стыке владений римлян и Боспора. Ввиду недостаточной изученности памятника и недоступности значительной его части (используемая территория Артека), история поселения в урочище Осман пока изучена в довольно общих чертах.